# Austroglanis barnardi
Austroglanis barnardi is een straalvinnige vissensoort uit de familie van de rotsmeervallen (Austroglanididae). De wetenschappelijke naam van de soort is voor het eerst geldig gepubliceerd in 1981 door Skelton.